# Mihran Hakobjan

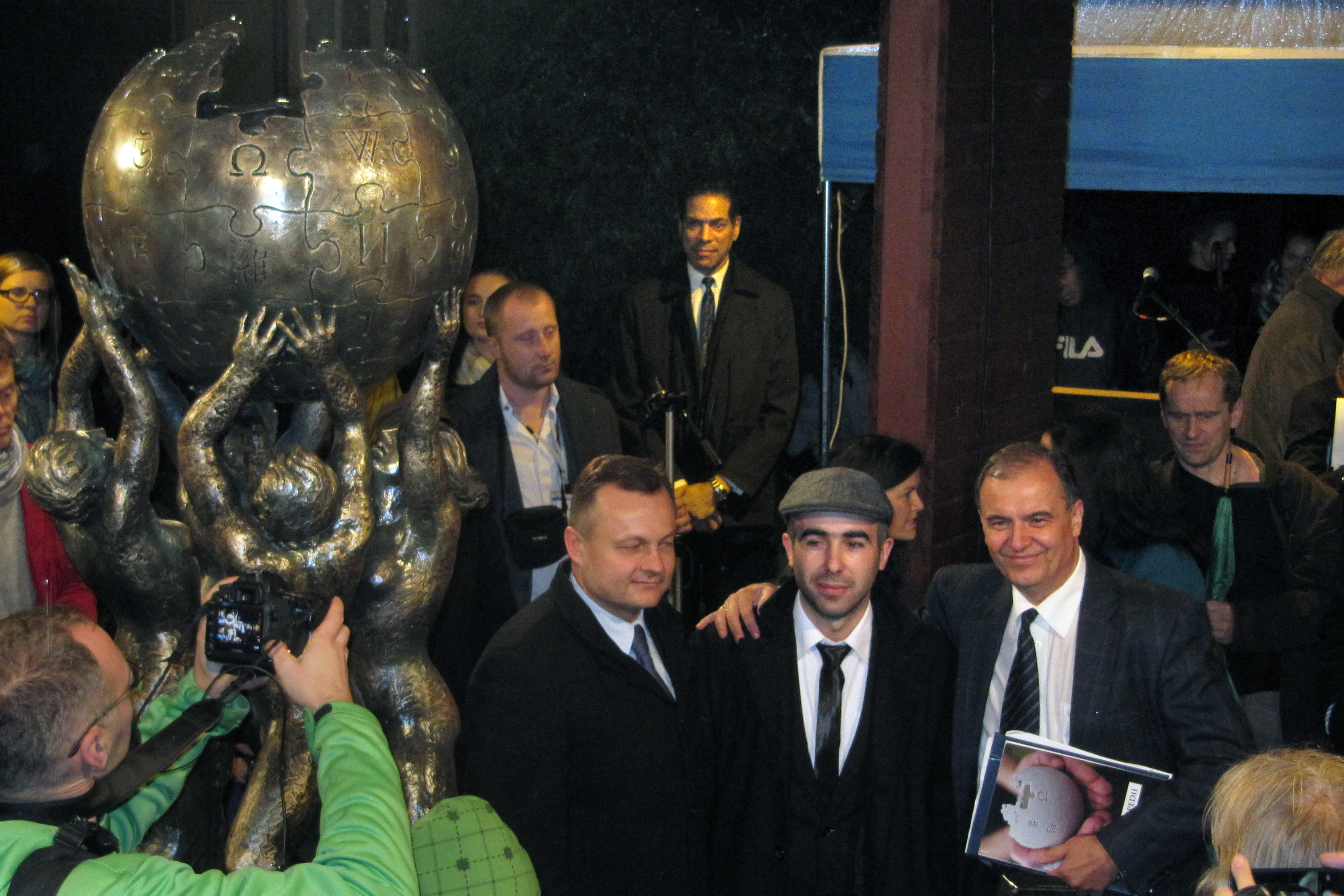
Der Künstler mit dem Słubicer Bürgermeister Tomasz Ciszewicz sowie Krzysztof Wojciechowski

Mihran Hakobjan anhörenⓘ (armenisch Միհրան Հակոբյան, russisch Мигран Акопян, * 18. Februar 1984 in Stepanakert) ist ein armenischer Bildhauer. Er hat das Wikipedia-Denkmal in Słubice geschaffen, das erste Monument dieser Art weltweit.
Mihran Hakobjan ist ein Sohn des Bildhauers und armenischen Freiheitskämpfers Armen Hakobjan (1941–1990).
Von 2000 bis 2006 studierte er Bildhauerei an der Nationalen Kunsthochschule in Jerewan (Armenien). Nach Erlangung des Diploms mit Auszeichnung war er in Armenien und Russland in seinem Beruf tätig, nahm an mehreren Ausstellungen in Stepanakert und Jerewan teil. 2001 wurde er Mitglied des Künstlerverbandes der Republik Bergkarabach. 2011 nahm er an einem internationalen Bildhauersymposium in Şuşa teil. Hakobjans künstlerisches Arbeitsfeld sind Skulpturen in Stein und Holz sowie Plastiken in Bronze.
Danach studierte er von 2010 bis 2013 am Collegium Polonicum in Słubice Polnische Philologie als Fremdsprache. 2012 erhielt Hakobjan ein Stipendium der polnischen Kulczyk-Stiftung. Deren Stipendiaten werden durch einen von Professoren der Adam-Mickiewicz-Universität Posen gebildeten Stiftungsrat ausgewählt.
Im Auftrag vom Direktor des Collegium Polonicum, Krzysztof Wojciechowski, schuf Hakobjan das Wikipedia-Denkmal in Słubice, der polnischen Nachbarstadt von Frankfurt an der Oder. Das Denkmal wurde am 22. Oktober 2014 auf dem Plac Frankurcki (Frankfurter Platz) enthüllt. Das Vorhaben wurde von der Stadt Słubice in Höhe von 62.000 Złoty  finanziert.
Mihran Hakobjan beschäftigt sich auch mit dem Trickfilmgenre, dabei vor allem mit Knetfigurfilmen. Sein Zeichentrickfilm Зонтик („Regenschirm“) nach einer Erzählung von Leonid Engibarjan wurde 2013 mit dem Publikumspreis auf dem Short Film Fund in Moskau ausgezeichnet.